# Marcelo Linhares
Marcelo Caracas Linhares (Fortaleza, CE, 15 de março de 1924 – Fortaleza, CE, 14 de agosto de 2007) foi um advogado, bancário e político brasileiro que foi deputado federal pelo Ceará.

## Dados biográficos
Filho de Vicente Alves Linhares e de Edite Caracas Linhares. Advogado formado na Universidade Federal do Ceará,
foi também funcionário do Banco do Brasil. Assessor Companhia Docas do Ceará, tesoureiro da Associação Comercial do Estado, diretor da Companhia de Desenvolvimento Agropecuário do Ceará e relações públicas do Instituto Histórico do Ceará, foi ainda Secretário de Planejamento do governo Plácido Castelo.
Sobrinho do presidente José Linhares, elegeu-se deputado federal pela ARENA e PDS em 1970, 1974, 1978 e 1982. Durante sua passagem por Brasília votou contra a Emenda Dante de Oliveira em 1984 e escolheu Paulo Maluf no Colégio Eleitoral em 1985, afastando-se da política ao final do mandato.